# Месть актёра (серия из трёх фильмов, 1935—1936)
«Месть актёра» / «Месть актёра 2» / «Месть актёра 3» (яп. 雪之丞変化　第一篇 / 雪之丞変化　第二篇 / 雪之丞変化　解決篇, юкинодзё хэнгэ дайиппэн / юкинодзё хэнгэ дайнихэн / юкинодзё хэнгэ канкэцу-хэн) — серия из трёх японских исторических фильмов в жанре дзидайгэки режиссёра Тэйноскэ Кинугасы, демонстрировавшаяся на японских экранах в 1935—1936 гг.. Сценарий первого фильма написал известный мастер фильмов этого жанра Дайскэ Ито (для второго и третьего фильма сценаристом выступил сам постановщик Кинугаса). Все три сценария основаны на одноимённом популярном романе Отокити Миками, опубликованном в газете Асахи симбун (из номера в номер) в 1934—1935 годах. Общеизвестный факт, что во время американской оккупации Японии (1945—1952) новыми хозяевами было наложено табу на постановку и демонстрацию фильмов жанра дзидайгэки, усмотревших в них пропаганду милитаризма. Большая часть японских фильмов, поставленных перед войной, была конфискована и они были отправлены в Гонолулу. После окончания оккупации, в 1952 году американцы кое-что возвратили, в том числе отредактированную версию «Мести актёра», что-то около 30% от исходного материала. На данный момент существует версия 1952 года продолжительностью 97 мин. (из 310 мин. длительности всех трёх частей). В своё время эта серия фильмов принесла студии «Сётику» невиданный доход и длительное время не сходила с экранов. В последующие годы было снято множество ремейков как для большого экрана, так и для ТВ, в том числе популярный одноимённый фильм 1963 года режиссёра Кона Итикавы с тем же Кадзуо Хасэгавой в главной роли. Хасэгава в данной версии исполняет на экране 3 роли, в том числе и женскую (благородного вора Ямитаро, актёра-оннагаты Юкинодзё Накамуры и его матери).

## Сюжет
Когда Юкинодзё был ещё ребёнком, его родители были доведены до самоубийства тремя местными чиновниками. Он вырастает и становится известным актёром «оннагата» (мужчина играющий женские роли, как того требовала давняя национальная традиция, когда женщинам запрещалось появляться на сцене). В 1863 году он путешествует со своей труппой кабуки в Эдо (старое название Токио). Когда он обнаруживает среди зрителей трёх своих заклятых врагов (доведших до смерти его родителей), Юкинодзё замышляет план мести. 
Немногие знают, что он в совершенстве владеет мечом. Один из посвящённых в его планы — вор Ямитаро. Юкинодзё, благодаря своей славе, вхож в дом одного из обидчиков, Добэ, но не торопится мстить: он хочет, чтобы его жертвы познали перед смертью отчаяние.
Две женщины влюблены в актёра: Намидзи, дочь Добэ, и Охацу, притязания которой Юкинодзё резко отвергает. Охацу (подслушивая разговоры о планах мести) становится его смертельным врагом и подсылает к нему наёмных головорезов… Многому суждено случиться — похищениям и поединкам, убийствам и тщетным попыткам сорвать спектакли Юкинодзё, пока не свершится месть актёра.

## В ролях
- Кадзуо Хасэгава — Юкинодзё Накамура / его мать / Ямитаро
- Токусабуро Араси — Кикунодзё Накамура
- Кокутэн Кодо — Добу
- Кэнсаку Хара — Симанукэ
- Наоэ Фусими — Охацу
- Эйко Такамацу — няня Намидзи
- Акико Тихая — Намидзи
- Хидэо Фудзино — Вакита
- Ясуро Сига — Кохэй
- Итиро Юки — Окубо, чиновник
- Тэцу Цубои — отшельник
- Комэи Минами — Дайкан
- Кинноскэ Такамацу — Сабуробэ Нагасакия
- Сабуро Саваи — ронин Татибана
- Рютаро Нагаи — Муку
- Ямадзи Ёсиндо — Кадокура
- Мисао Сэки — старик Цутибу
- Сороку Кадзама — Дзинтаро
- Масатаро Накамура — Накамура
- Субару Хирота — Томэкити
- Харуо Иноуэ — городской чиновник

## Премьеры
- — 27 июня 1935 года состоялась национальная премьера первого фильма в Токио[1]
- — 1 октября 1935 года — дата выпуска на экраны Японии фильма «Месть актёра 2»[2]
- — 15 января 1936 года в японский прокат вышла завершающая часть трилогии «Месть актёра 3»[3]
- — впервые представлен российскому зрителю 9 декабря 2004 года в московском Музее кино[5]

## Награды и номинации
Премия журнала «Кинэма Дзюмпо» (1936)

- 1-я часть номинировалась на премию за лучший фильм 1935 года, по результатам голосования кинолента занял 10 место.